# Løjt Land
Løjt Land er en halvø nordøst for Aabenraa mellem Aabenraa Fjord og Kalvø i Genner Bugt. Mod vest fik det i gammel tid sin naturlige afgrænsning af mosedragene mellem Bodum og Rise Hjarup.
Halvøen er dannet under sidste istid som morænelandskab med et kuperet terræn i den østlige del og et mere jævnt og sandterræn i den vestlige del. De to dele adskilles af en randmoræne med højder op til 92 meter. 1982 blev 836 ha på den østlige del fredet med det formål at bevare de landskabelige og kulturhistoriske værdier. Halvøen er præget af landsbyer og kaptajnsgårde, hulveje, skove og hegn.
Forude Løjt Kirkeby er der landsbyerne Barsmark, Stollig og Løjt Skovby. Der er på Løjt Land cirka 120 stråtækte ejendomme og mange af gårdene har ligget samme sted i mere end 300 år.
Løjt Kirke fra omkring år 1100 har en romansk kerne bestående af kor og skib opført i rå kamp og granitkvadre. Omkring år 1400 blev kirken udvidet og fik tårnet med det høje egnskarakteristiske spir. Endnu senere er der yderligere tilkommet våbenhus og sakristi, der er opført i røde munkesten ligesom tårnet. Indvendigt ses den sengotiske altertavle fra 1520.

## Historie
Bondestenalderen er den oldtidsperiode, der træder tydeligst frem på Løjt Land, hvor man kan finde 40 gravhøje fra denne periode.
Næsten alle gårde på Løjt Land hørte i middelalderen under kronen, hertugen eller bispedømmet. På grund af den store afstand til herregårdene, betalte bønderne sig fra deres forpligtelser til at udføre hoveriarbejde.
I 1700- og 1800-tallet fik søfart stor betydning på Løjt Land. I begyndelsen var det primært nærliggende farvande, man sejlede på, men i løbet af 1800-tallet tog man også på langfart. Kaptajnsgårdene på Løjt Land kan kendes på, at der ofte hænger et anker over døre eller porte samt på de søjleudsmykkede hoveddørspartier. I 1845 var der 206 søfolk i Løjt Sogn, heraf 34 skibsførere og 52 styrmænd. Efter krigen i 1864 sygnede skibsfarten hen.

## Seværdigheder
Løjt Land har badestrande, sommerhusområder, campingpladser og golfbane.
Barsø øst for færgelejet Barsø Landing er meget kuperet. På øens højeste punkt, det 39 meter høje Gyldenbjerg, er der udsigt ud over Lillebælt, Løjt Land, Genner Fjord, Sønderballe Hoved, Als, Fyn og resten af øen. Der er forskellige turmuligheder rundt på øen. Man kan vælge at gå den 7 lange tur langs kysten, eller følge vejene og stierne inde på øen, der giver til de forskellige naturområder..
Rundemølle i det nordøstlige hjørne af halvøen fungerer i nutiden som museum og privatbolig. Vandmøllen der ophørte med at male korn i 1945 ligger ved en lille bæk i et kuperet terræn, består af en hovedbygning fra 1875, en møllebygning, en lade og en bageribygning. Museet har ingen fast åbningstid, men besøg på Rundemølle kan aftales med Løjt Lokalhistoriske Forening.
Myrpol er en stendysse på toppen af en bakke ned mod Skarrev, fra ca. 2.800-2.400 f.kr., med et tre meter langt gravkammer. Dyssen blev udgravet i 1888 og indeholdt ti skeletter samt flinteøkser, stendolke, lerkar og ravperler. Der er offentlig adgang til dyssen.
Blåhøj mellem Løjt Skovby og Barsmark har en højde på 81 meter. Der er udsigt over Løjt Land og til Barsø.